# Відносини Іспанії та Монако
Відносини Монако — Іспанія — це двосторонні відносини між Монако та Іспанією. Монако має посольство в Мадриді та вісім консульств у Барселоні, Більбао, Ібіці, Мадриді, Малазі, Пальма де Майорці, Санта-Крус-де-Тенеріфе та Валенсії. Іспанія не має посольства в Монако, але її посольство в Парижі акредитоване для цієї країни.

## Дипломатичні відносини
У 1876 році король Альфонсо XIII дозволив створити легацію Князівства Монако в Мадриді. З того часу Князівство постійно підтримувало своє представництво у столиці Іспанії до десятиліття 30-х років, і внаслідок іспанської громадянської війни та після світової війни легація була закрита.
У 1996 році Монако відкрило посольство в Мадриді, і в даний час Князівство Монако представлене в Іспанії через резидента Посла в Мадриді.
Іспанія призначила Карлоса Бастаррече першим послом у Монако з резиденцією в Парижі в листопаді 2013 року. Якого змінив Рамон де Мігель 1 серпня 2014 року.

## Договори та угоди
- Обмін нотами про скасування обов'язкового паспорта для сприяння туризму між Іспанією та Монако з 13 квітня по 26 червня 1978 року.[5]
- Європейська конвенція про екстрадицію (№ 24 Ради Європи) від 13 грудня 1957 р. Вона була ратифікована Монако 30 січня 2009 р. І набула чинності 1 травня 2009 р. Іспанія ратифікувала її 7 травня 1982 року.[5]